# John Henry Mackay
John Henry Mackay (Greenock, Escòcia; 6 de febrer de 1864 - Berlín, Alemanya; 16 de maig de 1933), va ser un escriptor i pensador anarcoindividualista.